# Saadet Partisi
Die Saadet Partisi (Kurzbezeichnung: SAADET; türkisch für „Partei der Glückseligkeit“) ist eine islamistische politische Partei in der Türkei und wurde am 21. Juli 2001 gegründet. Sie ist die politische Partei eines Teils der Millî-Görüş-Bewegung, deren deutsche Zweigorganisation Islamische Gemeinschaft Millî Görüş (IGMG) unter Beobachtung des deutschen Verfassungsschutzes steht. Zentrale Leitfigur der Partei ist der verstorbene frühere Ministerpräsident der Türkei, Necmettin Erbakan.
Die Partei ist, wie auch die gemäßigtere Adalet ve Kalkınma Partisi (AKP), eine Nachfolgerin der Fazilet Partisi (FP), die einen Tag nach der Gründung der SAADET verboten wurde. Das Sprachrohr der Saadet Partisi ist die Millî Gazete.
Das Emblem der Partei besteht aus einer Mondsichel sowie aus fünf fünfstrahligen Sternen. Der große Stern steht für Hochschätzung, Ansehen und Ehre (türkisch Şeref). Die zwei mittelgroßen Sterne stehen für Gerechtigkeit und Rechtsbewusstsein, Wohlfahrt und Aufschwung. Die zwei kleinen Sterne symbolisieren Liebe, Toleranz, Brüderlichkeit und Frieden, sowie Menschenrechte und Freiheiten.

## Parteiprogramm und Ideologie
In ihrem Parteiprogramm definiert sie den Laizismus als Neutralität bzw. Nichteinmischung des Staates in religiöse Angelegenheiten. Die Politik der USA bezeichnet die SAADET dort als „blutige Besatzungspolitik“ und „rassistischen Imperialismus“. Auch die Europäische Union, deren Haltung gegenüber den Werten der türkischen Nation ohnehin inakzeptabel sei, diene laut Programm diesem rassistischen Imperialismus. Dementsprechend lehnt die Partei einen EU-Beitritt der Türkei ab. Die Saadet Partisi beansprucht eine Führungsrolle der Türkei. Die Türkei solle nicht mehr Satellitenstaat, sondern Führungsmacht sein. Ferner fordert sie die ständige Mitgliedschaft der Türkei im Sicherheitsrat der Vereinten Nationen. Der deutsche Verfassungsschutz geht davon aus, dass die Partei der Glückseligkeit die Abschaffung des Laizismus und eine alle Bereiche des Lebens und der Gesellschaft umfassende islamische Ordnung anstrebt. Aussagen des stellvertretenden Vorsitzenden der Partei, Mete Gündoğan, zufolge strebt die Bewegung die Gründung einer Großtürkei an.
Auf der Website der Partei finden sich Verschwörungstheorien zu Zionisten, Freimaurern, CIA und Mossad:
In der Internetausgabe der Millî Gazete, einer der Saadet Partisi nahestehenden islamistischen Tageszeitung, wird der Holocaust geleugnet und in der Printausgabe vom 20. November 2003 wird behauptet, Israel wolle einen neuen israelischen Staat im Nordirak bilden und den Südosten der Türkei besetzen. In derselben Ausgabe heißt es:

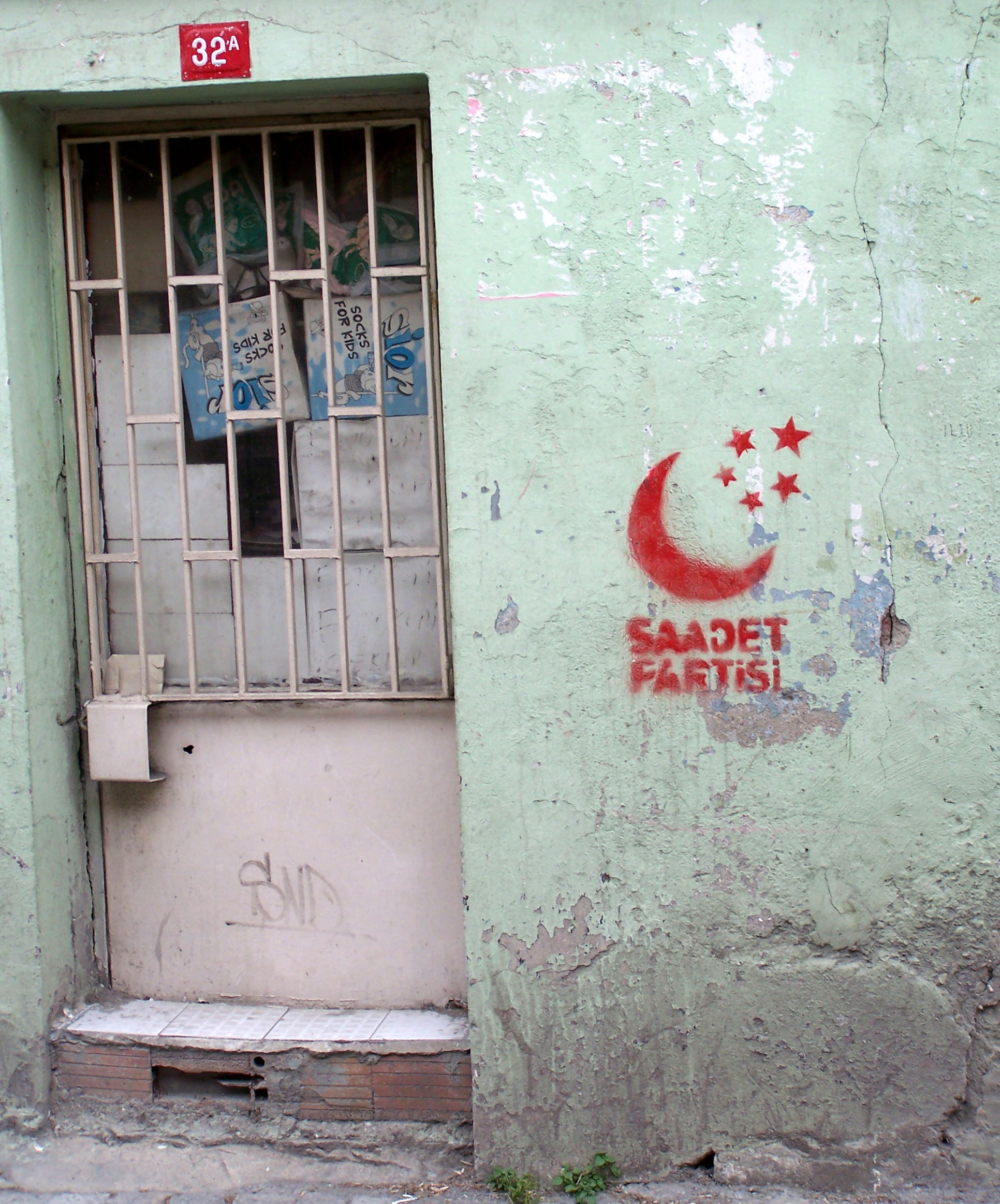
Logo bei der Zalmahmut-Pascha-Moschee in Eyüp

„Denn 'Islamistischer Terror' ist ein […] Gemeinschaftsprodukt Amerikas und Israels. […] Jedes Mal wenn man etwas an der Oberfläche der Terroranschläge kratzt, grinst uns die Aufschrift 'Made in Pentagon' oder 'Made in Mossad' an.“

## Wahlergebnisse
Bei der Parlamentswahl am 3. Oktober 2002 erhielt die Saadet Partisi 2,49 % der abgegebenen Stimmen und scheiterte damit an der 10-Prozent-Sperrklausel. Ihre Vorgängerpartei hatte 1999 noch 15,41 % der Wählerstimmen erhalten.
Bei der Regionalwahl im Jahre 2004 errang sie landesweit 3,97 % der Stimmen und stellte damit Bürgermeister in 12 der insgesamt 923 Landkreise. Bei der Parlamentswahl 2007 erhielt sie 2,3 % der Stimmen und verfehlte damit zum wiederholten Male den Einzug ins türkische Parlament.
Nach dem Tod des Parteivorsitzenden Necmettin Erbakan am 27. Februar 2011 wurde Mustafa Kamalak für die anstehende Wahl zum Vorsitzenden gewählt. Die Partei bekam 1,24 % der Stimmen und wurde so die viertstärkste Partei. Bei der Parteiversammlung direkt nach der Wahl wurde Kamalak als Vorsitzender bestätigt.
Bei der Wahl 2015 hat die Saadet-Partei mit der Große Einheitspartei (BBP) als Koalitionspartner zusammengearbeitet und sind in die Wahlen gegangen. Sie erhielten 2,06 % der Stimmen und wurden so fünftstärkste Kraft. Bei der Neuwahl am 1. November 2015 erhielt die Partei 0,68 %.
Für die Parlamentswahl 2018 einigte man sich mit der CHP und der IYI auf ein Wahlbündnis. Außerdem kamen zwei Saadet-Kandidaten über Wahllisten der CHP ins Parlament. Die Partei selbst bekam etwa 1,3 % der Stimmen. Bei der Präsidentschaftswahl, die gleichzeitig stattfand, erhielt Parteivorsitzender Temel Karamollaoğlu 0,89 %.

## Islamische Holdings
Es wurden immer wieder Kontakte von Funktionären der Saadet Partisi und der Millî Görüş zu den sogenannten „islamischen Holdings“ nachgesagt. Dabei werden in Moscheen oder bei Hausbesuchen Kleinanleger geworben. Die Geschäfte beruhen auf Treu und Glauben. Häufig besitzen die Anleger keinen Rechtstitel und verlieren ihr Erspartes. Auch vor deutschen Gerichten wurden Klagen der Betroffenen verhandelt.

## Deutschlandvertretung der Saadet Partisi
Die Deutschlandvertretung der Saadet Partisi wurde Mitte 2013 gegründet.
Strukturen wurden bis 2015 unter anderem in Württemberg, Schwaben, Bayern, Hessen, Düsseldorf, Ruhr-Nord, Hannover, Bremen, Köln, Hamburg und Berlin geschaffen.